# Paulinenauer Luch Ergänzung
Paulinenauer Luch Ergänzung este o arie protejată (arie specială de conservare — SAC, sit de importanță comunitară — SCI) din Germania întinsă pe o suprafață de 157,04 ha, integral pe uscat.

## Localizare
Centrul sitului Paulinenauer Luch Ergänzung este situat la coordonatele 52°42′12″N 12°46′29″E / 52.7033°N 12.7747°E.

## Înființare
Situl Paulinenauer Luch Ergänzung a fost declarat sit de importanță comunitară în martie 2004.

## Biodiversitate
Situată în ecoregiunea continentală, aria protejată conține 5 habitate naturale: Pajiști calcaroase din nisipuri xerice, Pajiști stepice subpanonice, Pajiști cu Molinia pe soluri calcaroase, turboase sau argilos-nămoloase (Molinion caeruleae), Pajiști aluvionare inundabile, de Cnidion dubii, Păduri acidofile de stejar bătrân cu Quercus robur pe câmpii nisipoase.
La baza desemnării sitului se află un număr nedeclarat de specii protejate.
Pe lângă speciile protejate, pe teritoriul sitului au mai fost identificate 6 specii de plante, 1 specie de mamifere, 1 specie de reptile.